# Olja Savičević Ivančević
Olja Savičević Ivančević (Split, 16. rujna 1974.) hrvatska je književnica.

## Životopis
Olja Savičević Ivančević hrvatska je spisateljica i pjesnikinja. Rođena je 16. rujna 1974. u Splitu. Na Filozofskom fakultetu Sveučilišta u Zadru završila je studij hrvatskog jezika i književnosti, a na istom je fakultetu studirala na Poslijediplomskom studiju iz književnosti. 
Prva zbirka poezije objavljena joj je kad joj je bilo 14 godina, a književnim se radom profesionalno bavi posljednjih petnaestak godina. Osim poezije i proze piše i književne kolumne u novinama i na portalima, slikovnice, dramske tekstove za djecu i mlade, vodi radionice kreativnog pisanja te radi kao urednica. Surađuje s kazalištima kao autorica dramskih tekstova, songova i adaptacija. Prema njezinim pričama snimljeni su kratkometražni igrani filmovi (Balavica, Sedam neodgovorenih poziva, Trešnje), dok je prema priči Pederi iz zbirke Nasmijati psa objavljen strip Ljeto – nacrtao ga je Danijel Žeželj. Prema romanu Adio kauboju na Splitskom ljetu postavljena je istoimena predstava u režiji Ivice Buljana. 
Knjige su joj prevedene na trinaest jezika i objavljene u petnaestak zemalja u Europi i SAD-u. Pojedinačne pjesme i priče prevedene su i objavljene na četrdesetak jezika. Prijevodi romana Adio kauboju na engleski (Farewell, Cowboy) i francuski (Adios cow-boy) dobili su izvrsne kritike na svojem govornom području, a francuski prijevod osvojio je nagradu Prix du premier roman u međunarodnoj konkurenciji za najbolji prvijenac u Francuskoj. Prijevod romana Pjevač u noći na engleski (prevoditeljica Celia Hawkesworth) dobio je English Pen Award.
Potpisnica je Deklaracije o zajedničkom jeziku, u kojoj se tvrdi da se u Hrvatskoj, Bosni i Hercegovini, Srbiji i Crnoj Gori govore nacionalne standardne varijante zajedničkog policentričnog standardnog jezika.
Živi i radi u Zagrebu i Korčuli.

## Djela
Zbirke poezije:
- Bit će strašno kada ja porastem (1988.)
- Vječna djeca (1993.)
- Žensko pismo (1999.)
- Puzzlerojc (2006.)
- Kućna pravila (2007.)
- Mamasafari (i ostale stvari) (2012.)
- Divlje i tvoje (2020.)
- Standardan život (sabrane pjesme u prozi, 2021.)

Zbirke priča:
- Nasmijati psa (2006.)
- Nasmijati psa i sedam novih priča (2020.)

Romani:
- Adio kauboju (2010.)
- Pjevač u noći (2016.)
- Ljeta s Marijom (2022.)

Slikovnice:
- Šporki Špiro i Neposlušna Tonka (2017.)
- Adriana se vratila (2019.)
- Sami na cilome svitu (2020.)
- Zaljubljena u čitav svijet (2021.)
- Moj prijatelj Mačkodlak (2021.)

Dnevnički zapisi:
- Pisma čitateljici (2022.)

## Popis nagrada[10]
- 2005. – Prozak za najbolji rukopis autora do 35 godina starosti za zbirku priča Nasmijati psa
- 2007. – prva nagrada Ranko Marinković Večernjeg lista za kratku priču
- 2008. – nagrada Kiklop za najbolju zbirku poezije Kućna pravila
- 2011. – nagrada T-portala za najbolji hrvatski roman – Adio kauboju
- 2011. – nagrada Slobodne Dalmacije za umjetnost Jure Kaštelan za roman Adio kauboju
- 2013. – nagrada Mali Marulić za najbolju dramatizaciju ili adaptaciju dramskog teksta za djecu za predstavu Čudnovate zgode Šegrta Hlapića
- 2014. – treća nagrada Mali Marulić za novi dramski tekst za djecu – Moj prijatelj Mačkodlak
- 2015. – prva nagrada Mali Marulić za novi dramski tekst za djecu – Som na cilome svitu
- 2016. – nagrada Libar za vajk Pulskog sajma knjige za roman Pjevač u noći
- 2018. – glavna nagrada regionalnog festivala Druga Prikazna u Skopju
- 2018. – English Pen Award za roman Pjevač u noći
- 2020. – francuska nagrada Prix du premier roman u međunarodnoj konkurenciji za roman Adio kauboju
- 2020. – nagrada Risto Ratković za najbolju zbirku poezije na hrvatskom, srpskom, bosanskom i crnogorskom jeziku
- 2022. – međunarodno priznaje za književnost za djecu White Raven za slikovnicu Moj prijatelj Mačkodlak
- 2023. – Nagrada grada Zagreba za književnost
- 2023. – nagrada Štefica Cvek za roman Ljeta s Marijom
- 2024. – nagrada istarskih narodnih knjižnica Booktiga za najčitaniju knjigu za roman Ljeta s Marijom